# Носске, Густав Адольф
Густав Адольф Носске (нем. Gustav Adolf Nosske; 29 декабря 1902, Галле, Германская империя — 9 августа 1986, Дюссельдорф, ФРГ) — немецкий юрист, оберштурмбаннфюрер СС, командир айнзацкоманды 12, входившей в состав айнзацгруппы D и осуществлявшей массовые убийства на Юго-Западе СССР. После войны был осуждён на Нюрнбергском процессе по делу об айнзацгруппах.

## Биография
Густав Адольф Носске родился 29 декабря 1902 года в Галле. С 1925 по 1930 года изучал политэкономию и право в университете Галле. После юридической стажировки в 1934 году сдал государственный экзамен. Впоследствии работал адвокатом в Аахене и в Галле.
1 мая 1933 года вступил в НСДАП (билет № 2784256) и Штурмовые отряды (СА). В 1935 году стал заместителем руководителя гестапо в Аахене, а с сентября 1936 года по июнь 1941 года руководил гестапо во Франкфурте-на-Одере. В октябре 1936 года был зачислен в ряды СС (№ 290213).
С июня 1940 по март 1942 года занимал должность руководителя айнзацкоманды 12, входившей в состав айнзацгруппы D под руководством Отто Олендорфа. В своём «отчёте о событии» № 178 он указал на 1515 убитых человек (721 еврей, 271 коммунист, 74 партизана и 421 цыган), убитых между 16 и 28 февраля 1942 года.
С апреля по октябрь 1942 года был референтом по восточным областям в Главном управлении имперской безопасности (РСХА), затем до начала 1942 года возглавлял отдел IV D (иностранцы из враждебных государств) в гестапо. Потом поступил на службу в имперское министерство оккупированных восточных территорий, где был офицером связи между министерством и РСХА. С 1943 по 1944 год был начальником гестапо в Дюссельдорфе. Затем поступил на службу в Войска СС.
10 апреля 1948 года на Нюрнбергском процессе по делу об айнзацгруппах был приговорён к пожизненному заключению. 15 декабря 1951 года был освобождён из Ландсбергской тюрьмы. В 1965 году выступал свидетелем на Освенцимском процессе во Франкфурте-на-Майне. Умер в 1986 году.

## Награды
- Крест «За военные заслуги» 2-го класса с мечами[6]
- Кольцо «Мёртвая голова»[6]
- Почётная шпага рейхсфюрера СС[6]